# Mojtyny, Olsztyński
Mojtyny [mɔi̯ˈtɨnɨ] (tiếng Đức: Moithienen)  là một ngôi làng thuộc khu hành chính của Gmina Biskupiec, thuộc huyện Olsztyński, Warmińsko-Mazurskie, ở miền bắc Ba Lan.
Trước năm 1945, khu vực này là một phần của Đức (Đông Phổ).